# Karenzzeit
Die Karenzzeit (lateinisch carere, „verzichten“) ist eine Wartezeit oder Sperrfrist. In Österreich wird damit auch die Elternzeit bezeichnet.

## Karenzzeiten in der Wirtschaft
Im Versicherungswesen ist die Karenzzeit jener Zeitraum, in dem zwar eine Versicherung besteht, aber noch keine Versicherungsleistungen gewährt werden.
Im Bankwesen bezeichnet die Karenzzeit oder auch Karenzphase die Zeit zwischen der letzten Kreditauszahlung und dem Beginn der Tilgungsphase. Ferner handelt es sich um eine Karenzzeit bei der Wartefrist beim bestätigten Akkreditiv.
In der Landwirtschaft muss zwischen der Ausbringung von Pflanzenschutzmitteln sowie der Verabreichung von Tierarzneimitteln und der Verwertung der Erzeugnisse eine amtlich festgesetzte Karenzzeit eingehalten werden.

## Seitenwechsel von der Politik in die Wirtschaft

### Karenzzeit auf Bundesebene
Nach etwa 15 Jahren Diskussion und Kritik von Seiten einiger Nichtregierungsorganisationen (NGO) wie Lobbycontrol und Transparency International beschloss der Deutsche Bundestag am 2. Juli 2015 die Einführung einer Karenzzeit für Regierungsmitglieder und Parlamentarische Staatssekretäre. Ein unmittelbarer Seitenwechsel (Drehtür-Effekt) wird damit erschwert. Damit soll verhindert werden, dass Politiker ihr im Amt erworbenes Insiderwissen und die Kontakte für Lobbytätigkeiten nutzen. Ein Wechsel zwischen Politik und Wirtschaft ist demnach in bestimmten Fällen erst nach einer Abkühl- bzw. Abklingphase von 12 bis 18 Monaten möglich.
Ist ein solcher Wechsel geplant, muss dieser bei einer Ethikkommission angezeigt werden, die über eine eventuelle Karenzzeit und die Dauer berät und eine Empfehlung ausspricht. Die Prüfberichte werden nicht veröffentlicht. Die Mitglieder der Ethikkommission werden auf Vorschlag der Bundesregierung vom Bundespräsidenten ernannt. Über ein Jahr nach dem Bundestagsbeschluss wurden 2016 folgende Personen in das Gremium berufen:
- Theo Waigel (CSU), ehemaliger Bundesfinanzminister,
- Krista Sager (Grüne), ehemalige Hamburger Senatorin und
- Michael Gerhardt, ehemaliger Bundesverfassungsrichter.[4]

Die endgültige Entscheidung über die Karenzzeit trifft die Regierung, was z. B. von Lobbycontrol kritisiert wird. Die NGO fordert darüber hinaus eine Ausweitung der Karenzzeit auf drei Jahre: "Leider hat die Bundesregierung nicht den Mut gehabt, die Drehtür zwischen Politik und Lobbyjobs stärker zu bremsen. Die Karenzzeit hätte deutlich länger ausfallen müssen." Sanktionen für Verstöße gegen die Karenzzeit sieht das Gesetz nicht vor.

### Karenzzeit in der Europäischen Union
Eine ähnliche Regelung gibt es für Mitglieder der Europäischen Kommission. Hier beträgt die Karenzzeit 24 Monate und auch hier erfolgt eine Prüfung durch einen Ethikausschuss. Die endgültige Entscheidung trifft aber die Europäische Kommission. Stellungnahme des Ethik-Ausschusses und Beschluss der EU-Kommission werden veröffentlicht. Zahlreiche Entscheidungen der EU-Kommission führten aber in der Vergangenheit zu öffentlicher Kritik. So genehmigte die EU-Kommission unter Ursula von der Leyen auch insgesamt 19 Tätigkeiten des ehemaligen EU-Kommissars Günther Oettinger, acht davon bei registrierten Lobbyisten. Das ZDF schreibt dazu: "Ex-EU-Kommissare lobbyierten fleißig - trotz Lobby-Verbots. An der Spitze: der deutsche Ex-Kommissar Günther Oettinger." Laut welt.de werfen Kritiker dem zuständigen Ethik-Ausschuss daher "Pseudo-Kontrolle" vor. Der Grünen-Europaabgeordnete Daniel Freund kritisiert: „Es liegt nahe, dass sich Lobbyfirmen hier einen exklusiven Zugang zu Entscheidungsträgern in den EU-Institutionen sichern wollen“. "Wenn man genug Geld hat, kann man sich offenbar ehemalige Kommissare mieten, um die eigenen Interessen zu vertreten, um das Adressbuch zu haben, das Wissen darüber, wie die Kommission arbeitet."

### Karenzzeiten auf Länderebene
In Nordrhein-Westfalen gilt seit März 2016 eine Karenzzeit von 12 Monaten für Minister. Auch hier prüft eine von der Landesregierung berufene Kommission darüber, ob die angestrebte Tätigkeit das „öffentliche Interesse“ beeinträchtigt. Die Landesregierung kann auf dieser Grundlage eine Tätigkeit ganz oder teilweise verbieten.

## Karenzzeiten im Versicherungswesen
Bei Berufsunfähigkeitsversicherungen ist die Karenzzeit ein vereinbarter Zeitraum vom Beginn der Berufsunfähigkeit bis zur Zahlung der Rente.

## Karenzzeiten für Wanderarbeiter im Kaiserreich
In der Geschichte des Kaiserreichs war die Karenzzeit eine Auflage für Wanderarbeiter. Sie sah vor, dass ausländische Arbeitskräfte jedes Jahr für eine gewisse Zeit in ihr Herkunftsland zurückkehren mussten. Dies sollte eine permanente Niederlassung der Arbeitskräfte verhindern. Die preußische Regierung führte diese Maßnahme vor allem mit Hinblick auf Arbeitskräfte aus Russisch-Polen oder Österreichisch-Galizien ein. Diese arbeiteten in der Landwirtschaft. Als Motiv werden anti-semitische und kultur-rassistische Gründe genannt.
Im aktuellen deutschen Asylrecht werden ähnliche Regeln tradiert. Sie beruhen meist auf religiösen oder kulturellen Vorbehalten. Dagegen behindern sie die Integration ergänzend zu der kulturellen Beharrung der Migranten.

## Elternzeit in Österreich
In Österreich entspricht die Karenzzeit (im Sprachgebrauch zu Karenz verkürzt) der in Deutschland bezeichneten Elternzeit, dem ruhenden Arbeitsverhältnis von Elternteilen für die Betreuung von Kindern nach der Geburt (im Anschluss an den Mutterschutz). Der in Karenz befindliche Elternteil ist mit zahlreichen arbeitsrechtlichen Schutzregelungen ausgestattet (Kündigungsschutz und dergleichen). Auch die Teilzeit-Karenz in Verbindung mit Teilzeitarbeit ist möglich. Das zugehörige Karenzgeld, das bis 2000 auf Arbeitnehmer eingeschränkt war, wurde in der ersten Regierungsperiode Wolfgang Schüssel durch das Kinderbetreuungsgeld ersetzt. Mit dieser Gesetzesänderung wurde der Kreis der Anspruchsberechtigten auf alle Mütter (inklusive Selbständige, Bäuerinnen und Studentinnen) und auf 3 Jahre ausgeweitet. Auch eine Väterkarenz wurde ermöglicht.